# Augustus Hervey
 (février 2015).
Si vous disposez d'ouvrages ou d'articles de référence ou si vous connaissez des sites web de qualité traitant du thème abordé ici, merci de compléter l'article en donnant les références utiles à sa vérifiabilité et en les liant à la section « Notes et références ».
Augustus John Hervey, né le 19 mai 1724 dans le Derbyshire, mort le 23 décembre 1779 à Londres, 3e comte de Bristol, est un officier et amiral de la Royal Navy ainsi que Lord de l'Amitauté britannique. Il s'illustra pendant la guerre de Sept Ans et fit une carrière politique sous les règnes de George II et George III de Grande-Bretagne. Il devint pair de Grande-Bretagne en héritant du titre de comte de Bristol.

## Biographie

### Famille et vie privée
Les Hervey of Ickworth sont issus du Suffolk. Il a un frère qui lui succédera, Frederick Hervey (4e comte de Bristol) (1730-1803) car il n'aura pas d'enfants. Sa vie privée fut très agitée, il est connu comme le « Casanova anglais ». En août 1744, il épouse de nuit et en secret Elizabeth Chudleigh, future Elizabeth Pierrepont, duchesse de Kingston-upon-Hull (1720-1788), femme brillante et décriée, proche de la princesse de Galles. Le mariage, d'abord invalidé puis légitimé n'est pas heureux, on parle de bigamie et le scandale est titanesque. En 1775, il prend pour maîtresse la courtisane Mary Nesbitt (vers 1742-1825) qui sert de modèle au peintre Joshua Reynolds. Ce dernier fit d'ailleurs un portrait des deux. Le couple illégitime vécut apparemment fidèle jusqu'à la mort du comte qui prit soin de coucher sa maîtresse sur son testament.
Son neveu, Lord John Augustus Hervey (1757-1796), fils de Frederick eut un comportement similaire : alors qu'il était diplomate à Florence, il a choqué l'opinion publique en vivant avec lady Anne Hatton et a ensuite insulté le grand-duc, ce qui a mis fin a sa carrière. Un portrait de ce neveu par Gainsborough est conservé à la National Portrait Gallery.

### Carrière militaire
Il rejoint la Royal Navy en 1736 et grimpe vite les échelons. Dès 1754, il se distingue lors de plusieurs rencontres avec la flotte française. De mai à novembre 1759, il est d'une grande aide pour l'amiral Edward Hawke. Il rentre en Angleterre avant la bataille des Cardinaux. En février 1762, le capitaine Augustus Hervey, aux ordres de l'amiral George Rodney, participe à la Prise de Sainte-Lucie. De juin à août 1762, il prend une part importante à la bataille de la Havane. Après le traité de Paris de février 1763, en mai 1763, il commande le HMS Centurion, vaisseau de ligne de quatrième rang de 60 canons. Ensuite, il ne commande plus activement à la mer. De 1771 à 1775, il succède à Lord Peircy Brett comme Lord de l'Amirauté. Il est nommé Commandant en chef de la Mediterranean Fleet et vice amiral de l'escadre bleue (vice-admiral of the blue) en janvier 1778.

### Vie publique
De 1757 à 1753 et de 1768 à 1775, il est membre du Parlement britannique pour Bury St Edmunds.
De 1763 à 1768, il est membre du Parlement britannique pour Saltash.
En 1766 et 1767, il siège au cabinet du roi George III du fait de ses fonctions au Conseil privé d'Irlande.
De 1775 à sa mort, il est pair de Grande-Bretagne et reprend de son père le titre de comte de Bristol.
Politiquement, il s'oppose à Charles-Watson-Wentworth. En 1779, la dernière année de sa vie, il fait un discours très critique devant La Chambre des lords sur l'état de la Royal Navy et soutint le vice-amiral Augustus Keppel quand ce dernier passa en cour martiale.

## Représentation

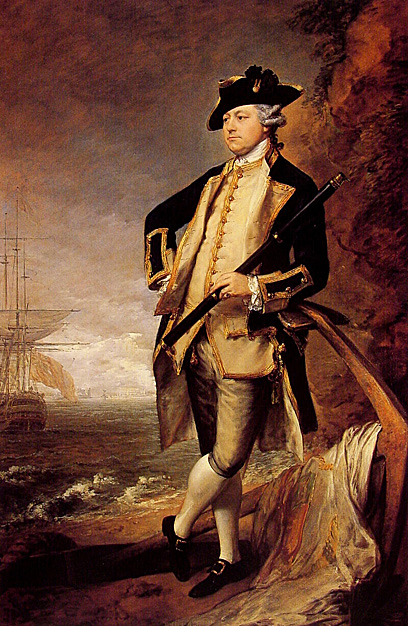
Augustus Hervey, 1767-1768
par Thomas Gainsborough
Ickworth, Suffolk

- Tableaux par le peintre Thomas Gainsborough.
- Portait par Joshua Reynolds.

## Postérité

### Correspondance
Une partie de ses écrits sont au British Museum.

### Lieux géographiques
Le célèbre capitaine James Cook donna le nom de Hervey ou de Bristol à trois endroits.
- Hervey Bay (Australie, Queensland), sur la côte de cette baie s'établit plus tard une ville éponyme.
- La baie de Bristol, le long des côtes de l'Alaska.
- L'île Bristol, une des îles Sandwich du Sud.

### Sources
- Jeremy Black : La guerre au XVIIIe siècle, éditions Autrement, collection Atlas des guerres, dépôt légal 4e trimestre 2003,  (ISBN 2-7467-0163-4), page 152.
- (en) William Prideaux Courtney : Dictionary of National Biography, volume 26, Oxford University, 1891, occurrence Hervey Augustus John third Earl of Bristol (1724-1769).